# Patricio Manuel
Patricio «Pat» Manuel (Santa Monica, 22 de juliol de 1985) és un boxejador professional estatunidenc. El 2018, es va convertir en el primer boxejador transsexual en la història dels Estats Units en participar en un combat professional. Abans de la seva transició, va ser cinc vegades campiona nacional de boxa amateur. Va realitzar el seu últim combat com a dona el 2012 contra Tiara Brown. El seu següent combat va ser contra Adam Ochoa el 2016 i va guanyar per decisió unànime. Manuel va fer el seu debut professional el desembre de 2018.

## Carrera esportiva
Va fer el seu debut professional el 8 de desembre de 2018 a Indio, obtenint una victòria per decisió unànime en quatre assalts contra Hugo Aguilar, amb els tres jutges donant un puntuació de 39-37. Aguilar va saber de la transició de Manuel dos dies abans del combat i va afirmar: «Per a mi és del tot respectable... Això no canvia res, al ring ell vol guanyar i jo també».
El maig de 2019, Manuel va ser l'orador principal de l'acte de presentació de la penya LGBTQ+ i aliats dels San Francisco 49ers, celebrat al Levi's Stadium. El setembre de 2019, Manuel va esdevenir la nova cara de la marca Everlast.

## Transició
Manuel es va identificar com un home després de ser nomenat cinc vegades campiona aficionada nacional, a més de competir en les proves femenines per a les Olimpíades de Londres de 2012. Va començar la seva transició amb tractaments hormonals el 2013, i es va sotmetre a una cirurgia de reassignació de sexe a Salt Lake City el 2014.

## Vida personal
La mare de Manuel, que el va criar amb l'ajuda de la seva àvia i els seus oncles, és irlandesa-estatunidenca, i el seu pare és afroamericà. Ara viu amb la seva parella Amita Swadhin i el seu gos pit bull, Ginkgo.